# Großes Zweiblatt
Das Große Zweiblatt (Neottia ovata, Syn.: Listera ovata) ist eine Pflanzenart aus der Gattung Nestwurzen (Neottia) innerhalb der Familie der Orchideen (Orchidaceae).
Um auf die Schutzwürdigkeit dieser unauffälligen Art aufmerksam zu machen, wurde das Große Zweiblatt vom Arbeitskreis Heimische Orchideen zur Orchidee des Jahres 1992 gewählt.

## Beschreibung

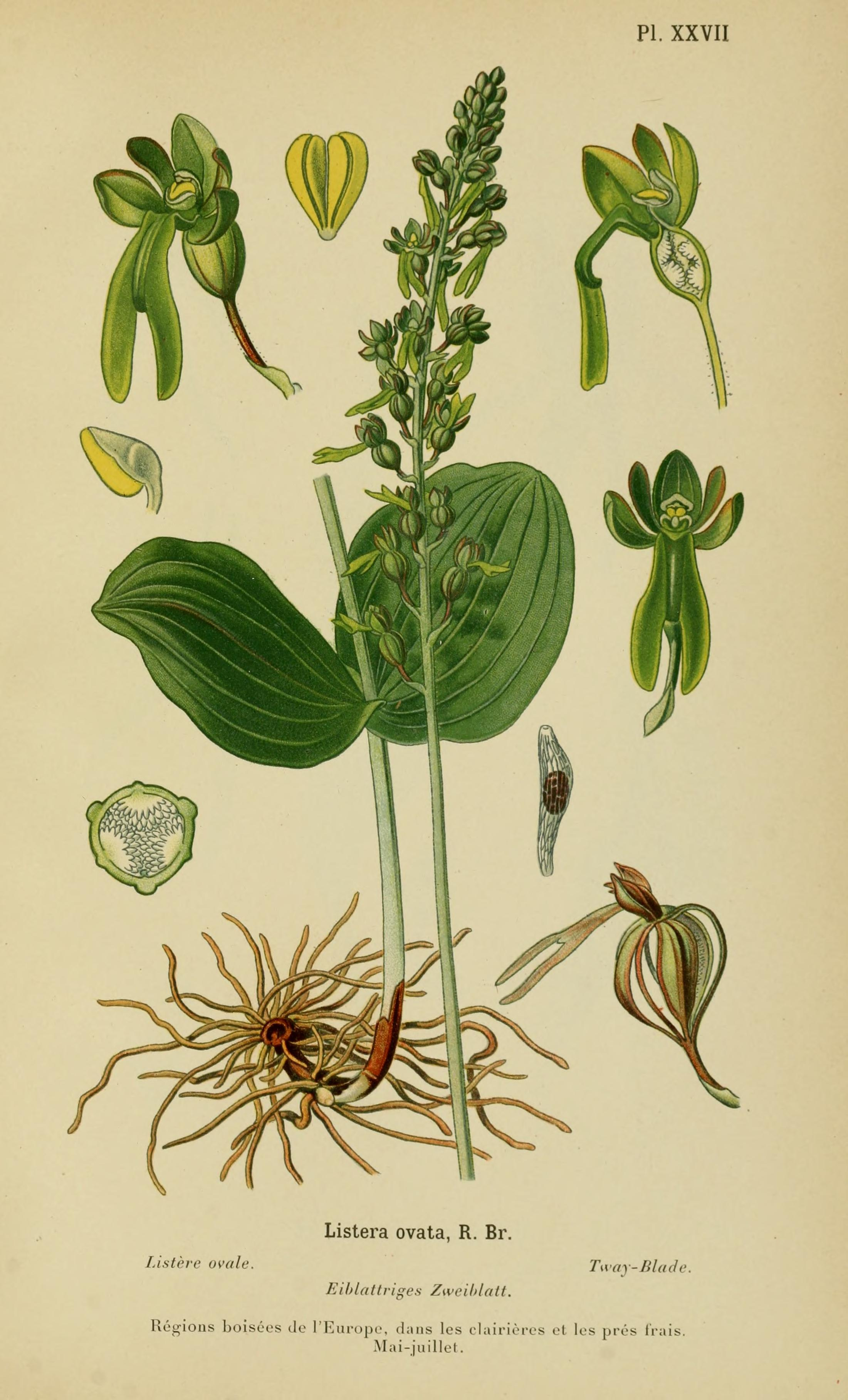
Illustration aus Album des orchidées de l’Europe centrale et septentrionale, 1899

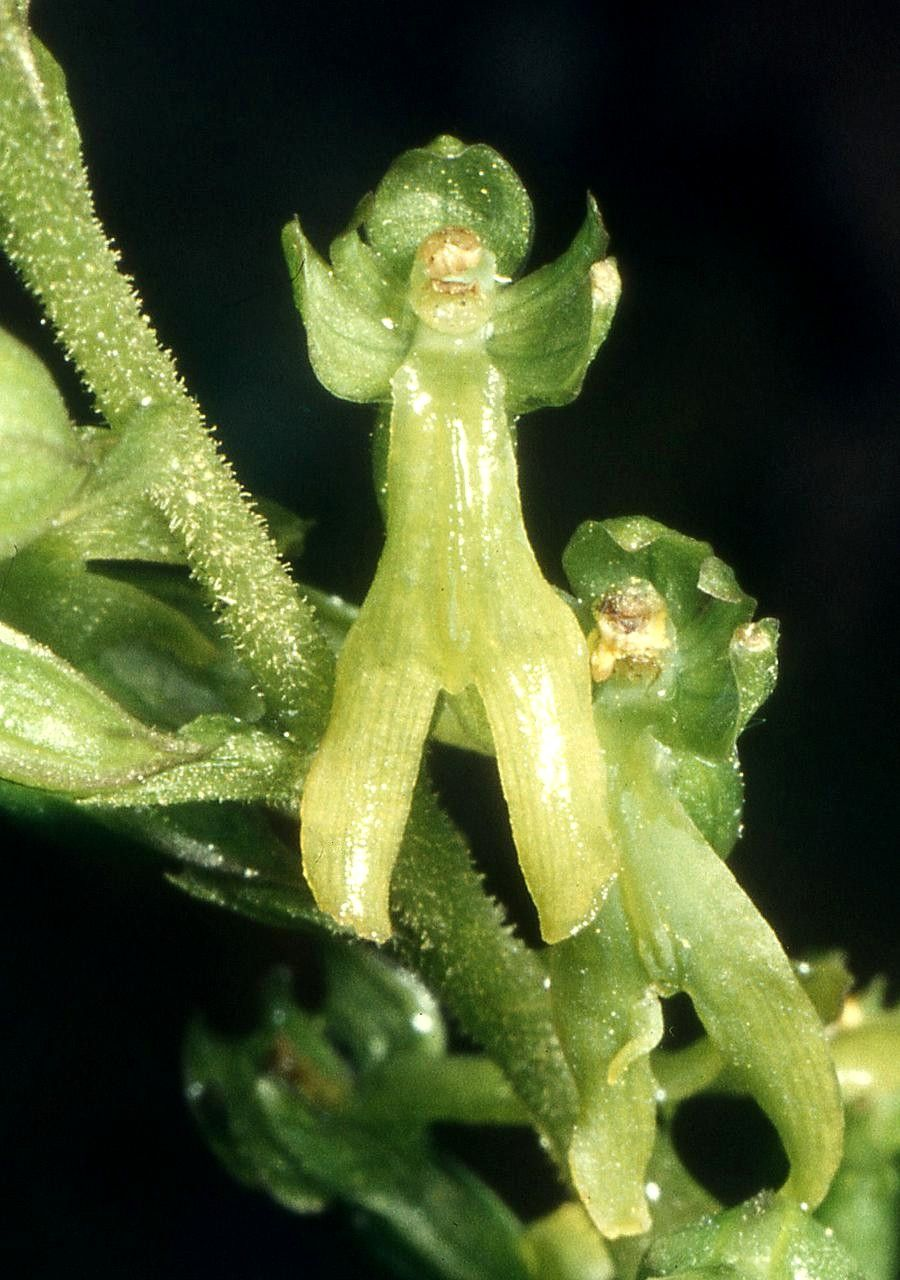
Ausschnitt eines Blütenstandes mit zygomorpher Blüte, gut zu sehen sind auch die Drüsen an der Blütenstandsachse

### Vegetative Merkmale
Das Große Zweiblatt ist  eine ausdauernde krautige Pflanze, die Wuchshöhen von 20 bis 50 Zentimetern erreicht, mit kurzem, walzlichem, aus mehreren Jahresabschnitten gebildetem Rhizom. Die Wurzeln sind fleischig und überwiegend horizontal kriechend.
In der Regel sind an einem Pflanzenexemplar nur zwei Laubblätter vorhanden, die fast gegenständig angeordnet sind. In der Knospenlage sind sie gerollt, zeigen also „convolute Vernation“. Die einfache, ganzrandige Blattspreite ist bei einer Länge von 5 bis 15 Zentimetern sowie einer Breite von 3 bis 8 Zentimetern ungefähr eiförmig. Der Stängel ist unterhalb des Blattpaars kahl, nach oben ist er drüsig und rund.

### Generative Merkmale
Die Blütezeit reicht von Mai bis Juli. Ein allseitswendiger traubiger Blütenstand ist 7 bis 25 Zentimeter lang und enthält 14 bis 65 Blüten. Die zwittrigen, zygomorphen Blüten sind kurz gestielt, dreizählig und besitzen keinen Sporn. Die Blütenhüllblätter sind gelbgrün. Die Tragblätter sind herzförmig, 3,5 bis 5,5 Millimeter lang und 2,2 bis 3,2 Millimeter breit und etwa halb so lang wie der Fruchtknoten. Sepalen und Petalen sind konkav und bilden einen Helm. Die Lippe ist tief zweispaltig, 7 bis 11 Millimeter lang und 4 bis 6,5 Millimeter breit. Der Fruchtknoten ist lang gestielt, keulenförmig, 7 bis 14 Millkmetrer lang und 2,5 bis 4,5 Millimeter dick. Sein Stiel ist 4 bis 7 Millimeter lang.
Die Kapselfrüchte enthalten zahlreiche, winzige Samen.
Die Chromosomenzahl beträgt 2n = 34 oder 36–40.

## Ökologie
Das Große Zweiblatt ist ein Rhizom-Geophyt. Eine vegetative Vermehrung erfolgt durch den ungewöhnlichen Vorgang der Umbildung von Wurzeln zu Sprossen. Es liegt eine Mykorrhiza vom Orchideen-Typ vor. Die Pflanze ernährt sich mindestens zeitweilig vom Wurzelpilz (Myko-Heterotrophie).
Blütenökologisch handelt es sich um „Lippenblumen vom Orchis-Typ“. Die Nektarabsonderung erfolgt auf der rinnigen Unterlippe und an der Lippenbasis. Die Blütenstandsachse besitzt klebrige Drüsenhaare, die aufkriechende Insekten abwehren. Die Staubbeutel liegen auf dem Rostellum und haben keine Klebscheibe. Aus der Rostellumspitze als Haftorgan für die Pollinien quillt bei Berührung explosionsartig zäher Schleim, sogenannte „Leimtropfen“, der die Pollinien an die Besucher heftet. Die Bestäubung erfolgt durch Schlupfwespen und Käfer. Selbstbestäubung (Autogamie) kommt nur sehr selten vor, Fremdbestäubung (Allogamie) ist die Regel. Das Große Zweiblatt ist zugänglich für ein sehr breites Spektrum an Bestäubern, was den sehr hohen Fruchtansatz von 88 % im Schnitt erklärt. Die Besucher bleiben oft lange auf demselben Pflanzenexemplar, was einen hohen Anteil an Nachbarbestäubung (Geitonogamie) verursacht.
Die Samen breiten sich als Windstreuer und Körnchenflieger aus.

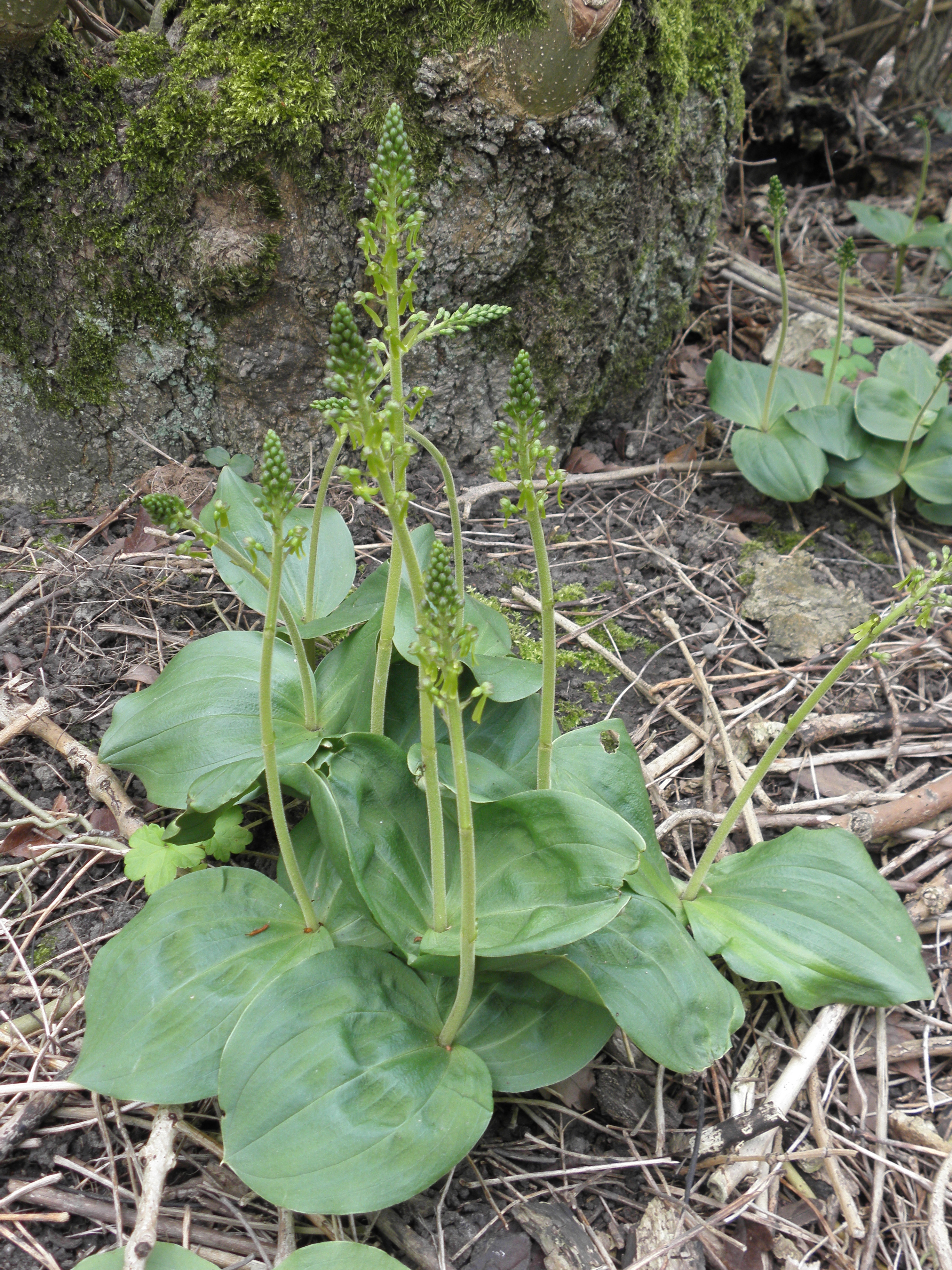
Habitus im Habitat

## Vorkommen
Das Große Zweiblatt ist eine eurasiatische Pflanzenart. Ihr Areal erstreckt sich westwärts bis Island, England und Spanien, südwärts bis Sizilien, Kreta und die Türkei und ostwärts bis in den Altai und Nordwesthimalaya. In Europa kommt es in fast allen Ländern vor und fehlt nur in Portugal und Moldau. In Mitteleuropa kommt es zerstreut vor, im westlichen Tiefland fehlt es gebietsweise. An seinen Wuchsorten tritt es oft in sehr lockeren, individuenarmen, gelegentlich aber auch in dichten Beständen auf.
Das Große Zweiblatt gedeiht am besten auf basenreichen Ton- oder Lehmböden.
Als Standort werden frische Laubwälder, Wiesen, Magerrasen und Flachmoore bevorzugt. Das Große Zweiblatt besitzt eine breite ökologische Amplitude. Es besiedelt Laubwälder, seltener lichte Nadelwälder oder Auenwälder, im Gebirge geht es auch in feuchte Wiesen und ins Bäche begleitende Gestrüpp; andererseits wächst es in den Kalk-Mittelgebirgen nicht selten auch in Trockenrasen. In Halbtrockenrasen-Gesellschaften (Mesobromion) gilt es als Tonboden- und Wechselfrischezeiger, in Pfeifengras-Kieferngesellschaften und Pfeifengraswiesen als Magerzeiger. Im Schwarzerlen-Eschenwald (Pruno-Fraxinetum) ist es eine Begleitpflanze.
Die ökologischen Zeigerwerte nach Landolt et al. 2010 sind in der Schweiz: Feuchtezahl F = 3+w+ (feucht aber stark wechselnd), Lichtzahl L = 3 (halbschattig), Reaktionszahl R = 3 (schwach sauer bis neutral), Temperaturzahl T = 3 (montan), Nährstoffzahl N = 3 (mäßig nährstoffarm bis mäßig nährstoffreich), Kontinentalitätszahl K = 3 (subozeanisch bis subkontinental).
In den Allgäuer Alpen steigt es am Gipfel der Kanzelwand in Bayern bis in eine Höhenlage von 2050 Meter auf. Nach Baumann und Künkele hat die Art in den Alpenländern folgende Höhengrenzen: Deutschland 10–1900 Meter, Frankreich 0–2500 Meter, Schweiz 390–2300 Meter, Liechtenstein 430–1950 Meter, Österreich 120–2100 Meter, Italien 10–2300 Meter, Slowenien 50–1490 Meter. In Europa steigt die Art bis 2500 Meter auf, im Himalaja bis 3000 Meter Meereshöhe auf.

## Naturschutz
Das Große Zweiblatt ist in Deutschland durch die BArtSchV besonders geschützt.

## Taxonomie
Das Große Zweiblatt wurde 1753 von Carl von Linné in Species Plantarum Tomus II, S. 936 als Ophrys ovata erstbeschrieben. Die Art wurde 1838 von Mathias Joseph Bluff und Carl Anton Fingerhuth in Compendium florae Germaniae, ed. 2, Band 2, S. 435 als Neottia ovata (L.) Bluff & Fingerh. in die Gattung Neottia gestellt. Synonyme von Neottia ovata (L.) Bluff & Fingerh. sind Listera ovata (L.) R.Br. und Ophrys bifolia Lam.

## Bildergalerie

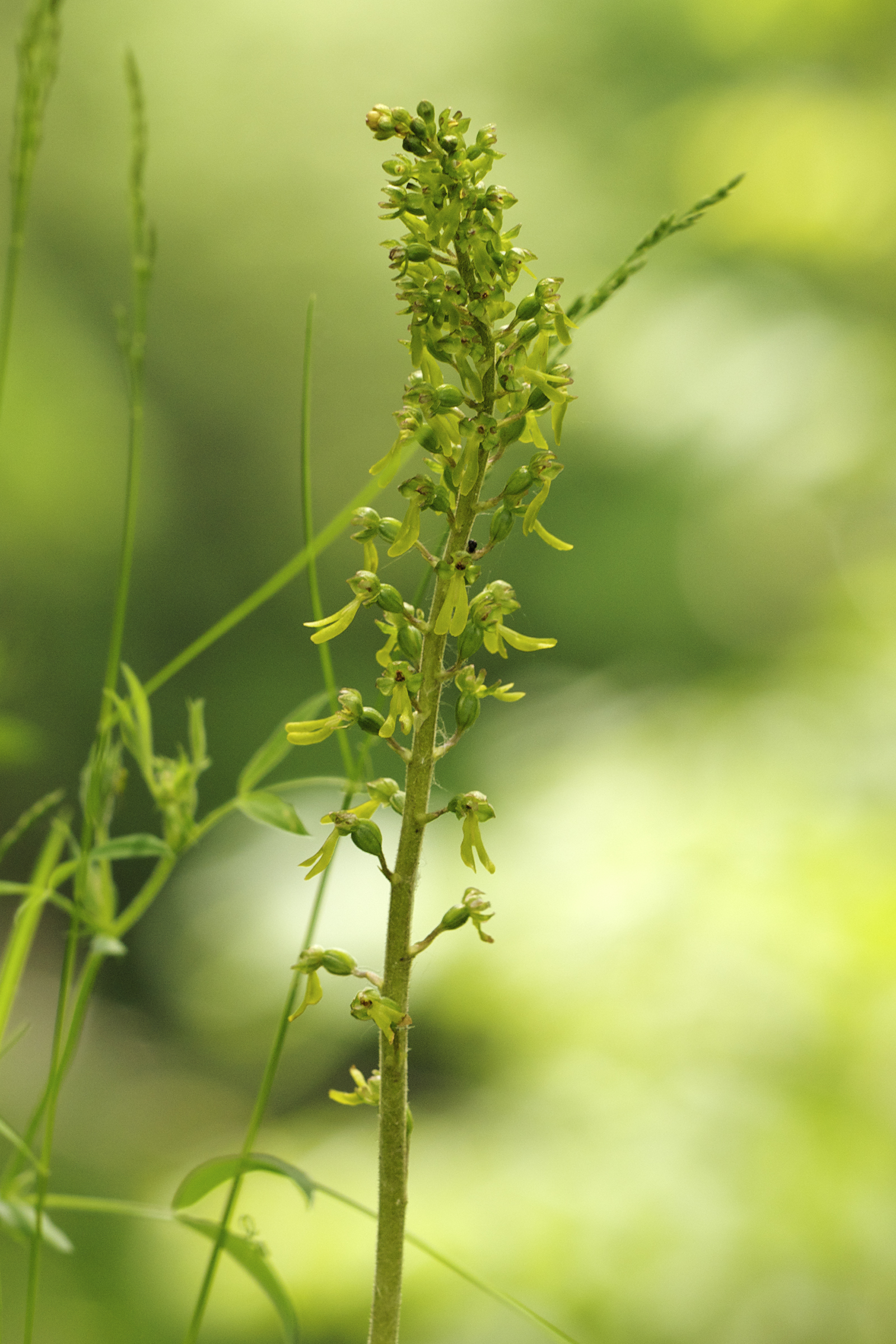
Blütenstand
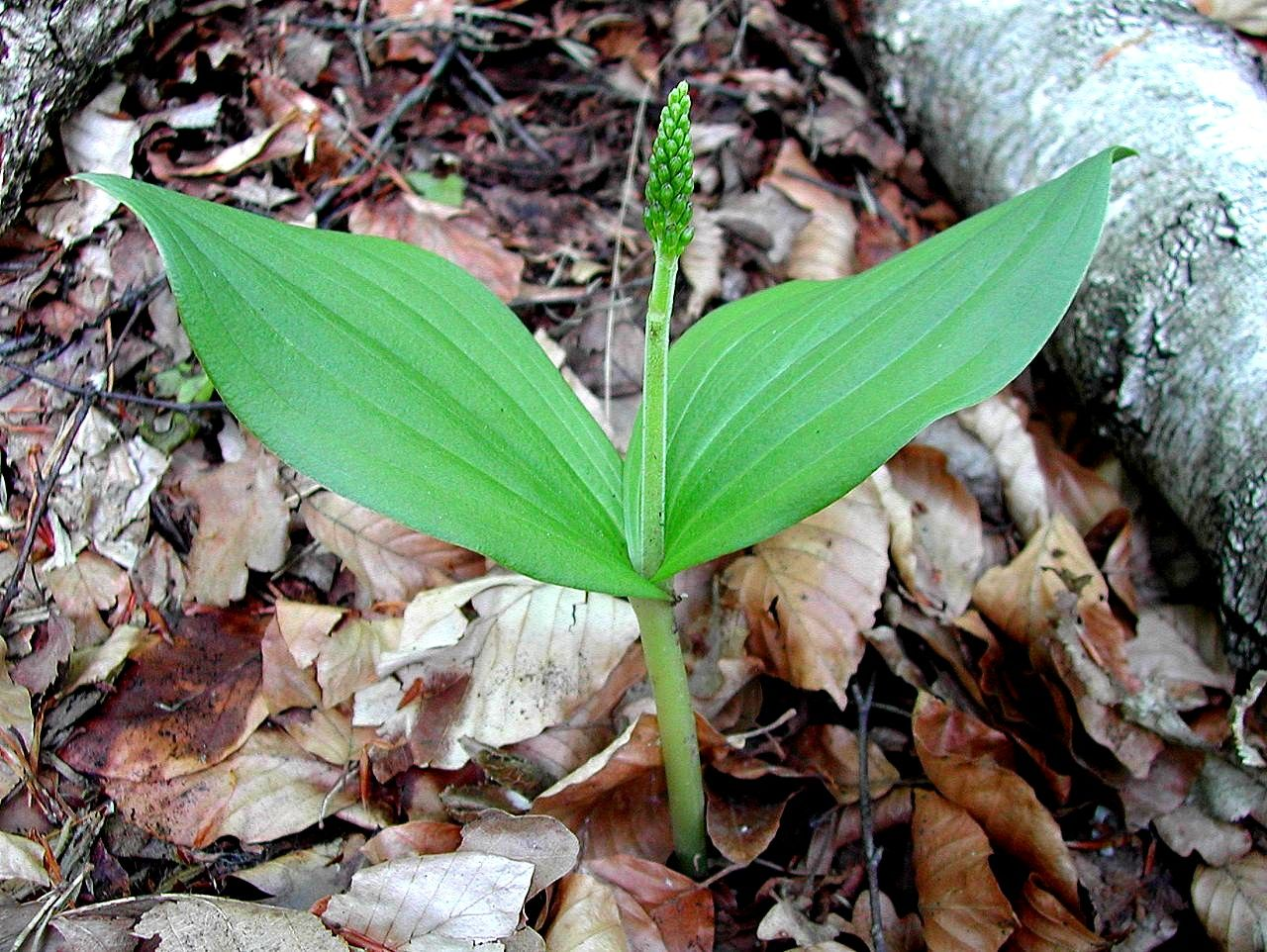
Habitus mit Blütenknospen
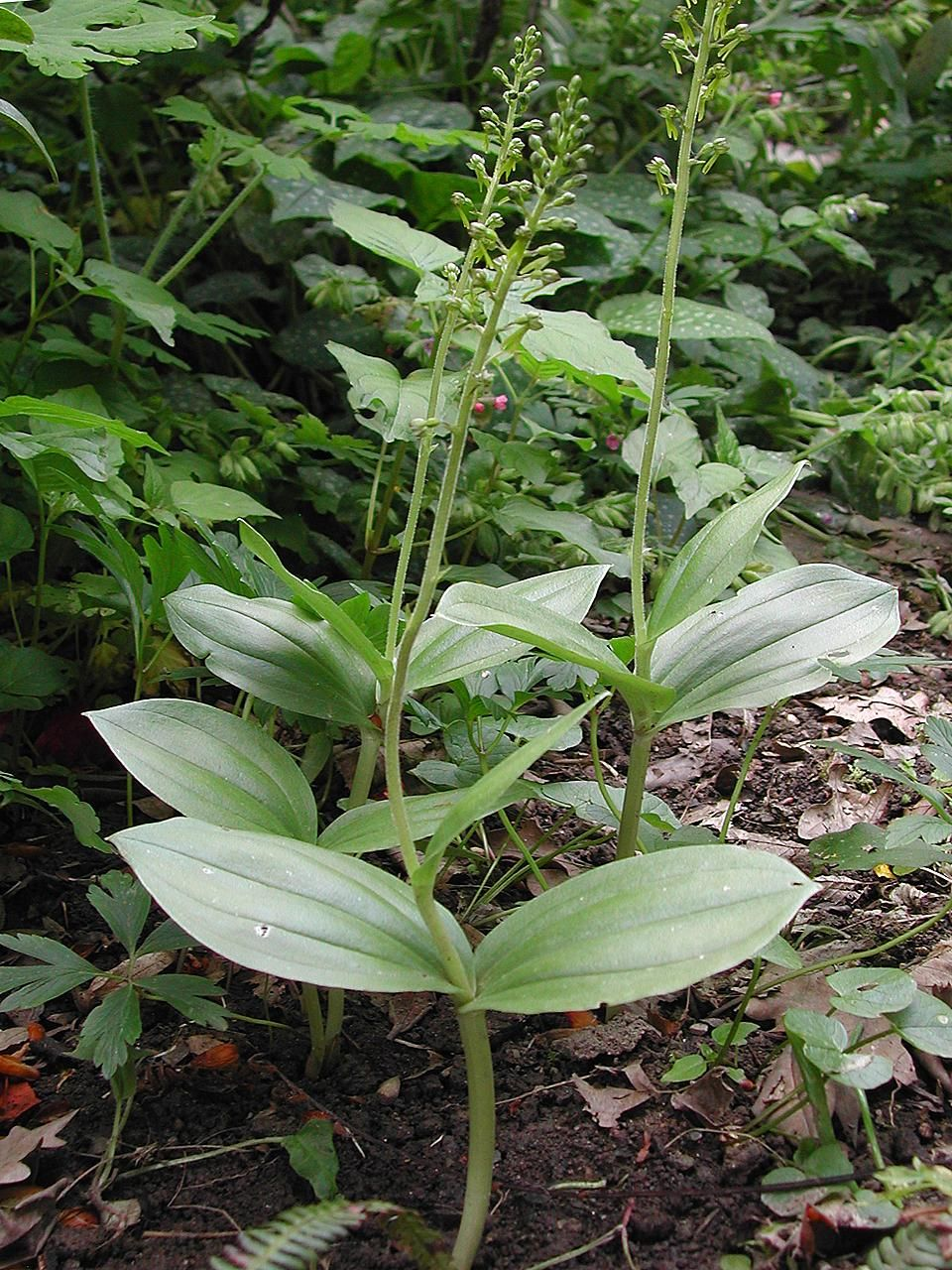
Listera ovata, das Große „Dreiblatt“, eine Abweichung vom Üblichen.
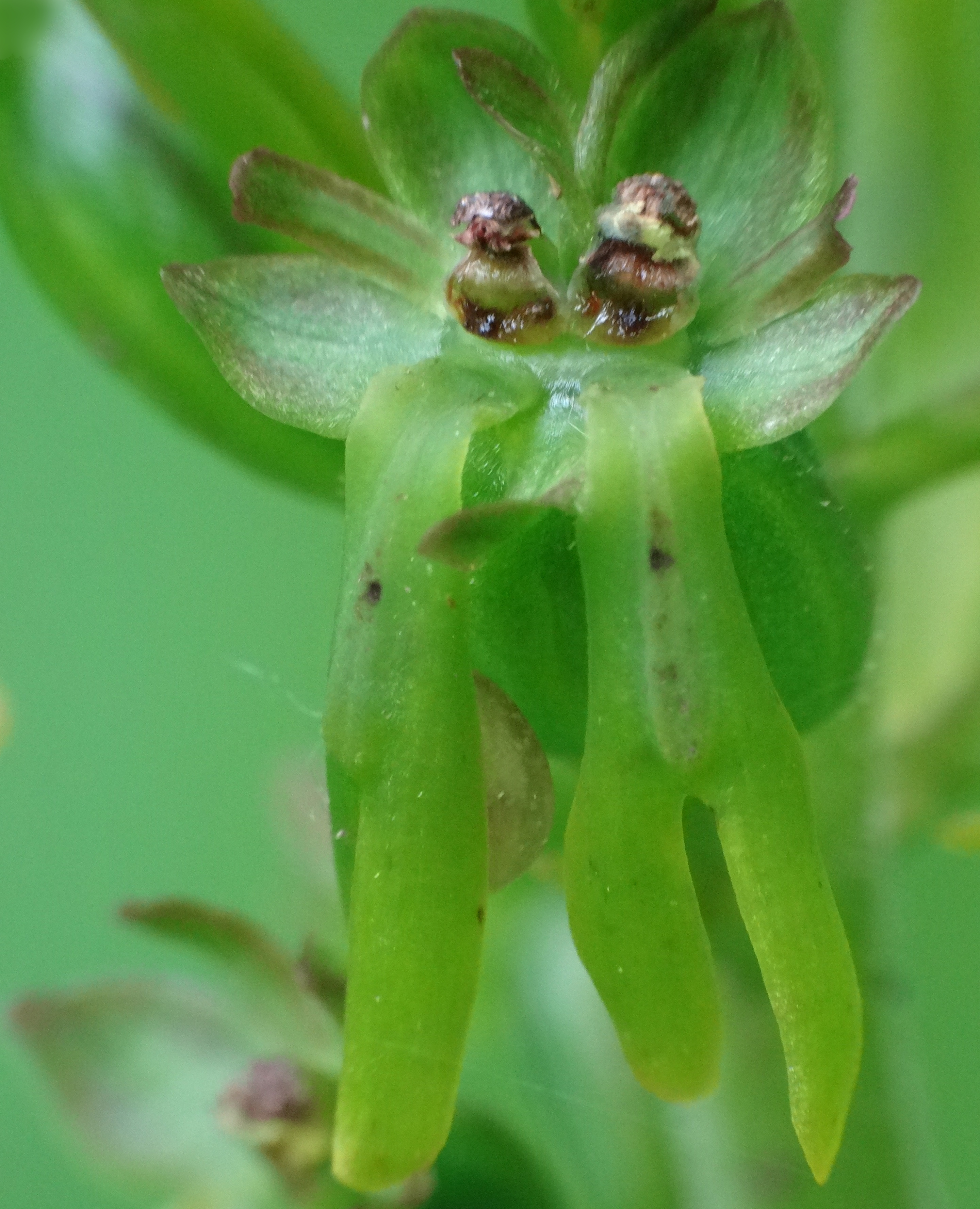
Listera ovata, Zwillingsblüte
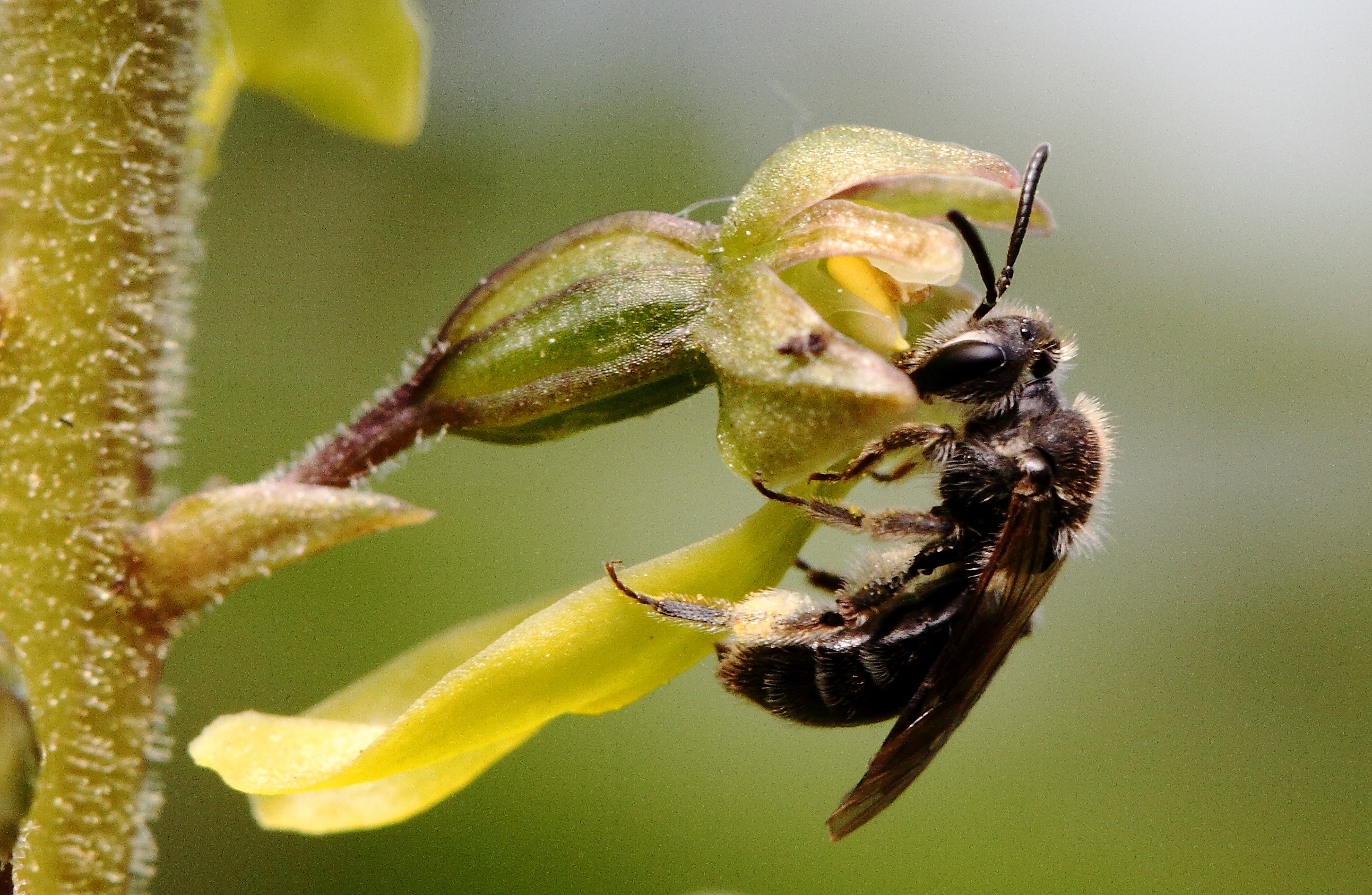
Blüte mit Bestäuber